# Arcade Mode
 (février 2019).
Arcade Mode est un label parisien de musique électronique fondé par Emile Shahidi et distribué par sa boutique en ligne du même nom. Les EP vinyle parus sur le label réunissent des artistes issus de labels distribués par le site, souvent pour des titres à paraître plus tard sur la discographie propre des artistes[C'est-à-dire ?].

## Discographie
- 2005 : Mr. Flash / Busy P - Supa Chick / Chop Suey
- 2005 : Tacteel / Para One - Emofuck / Def Tea Machine
- 2005 : Drixxxé - Ch-Check It Out Remixxx / Yeah Rock
- 2005 : Klub des loosers - Le Parapluie / Les Choses De La Vie / Souvenir
- 2005 : CraiZ vs. Orgasmic / Aysam - Game Boï / Luv Crash Test
- 2006 : Jean Aï Nipon & Orgasmic present - Eurogirls
- 2006 : Uffie - Pop The Glock
- 2006 : Vicarious Bliss vs. Sébastien Tellier / Poney Poney - La Ritournelle (Reprise) / Junior
- 2006 : Surkin / Kazey & Bulldog - Play Do / I Joke On You
- 2006 : Tacteel / Goon & Koyote - L'Hiver Vous Va Si Bien / The Dough
- 2006 : Justice - † (coffret limité)
- 2007 : DJ Mehdi / Kavinsky - Your Way Or Mine ? / Grand Canyon
- 2007 : Jean Nipon / Bobmo - Raw Deal / Get'Em Junior (Edit)
- 2007 : Le Vicarious Bliss Pop Experience Feat. Headbangirl / Tahiti Boy and the Palmtree Family - Together In Electric Dreams / Everyone's Insane / She Was Mine
- 2007 : Busy P Featuring Gérard Baste - The Headbangers
- 2007 : Das Glow / Strip Steve - Sunburnt / Skatin'
- 2007 : Rod Lee / Orgasmic / DJ Tameil / Bobmo / Round Table Knights / Debonair Samir / Jean Nipon / Kazey & Bulldog - Eurogirls Go To Baltimore part 1
- 2008 : Scenario Rock / Popular Computer - The Gypsy Walk / Girl(s)